# Job Creation
Job Creationは、EY新日本有限責任監査法人（所在地：東京都千代田区、理事長：片倉正美）が開催する、過去2年間に国内の雇用創出に貢献した新興企業を表彰する制度。
従業員の増加数と増加割合を乗じて算定したポイント数によって上位50社がランキングされる。

## 応募条件
1. 今後の健全な成長が期待される企業であること
2. 原則として未上場企業であること
3. 業務実績が2年以上あること
4. 大規模なリストラ等を2年以内に実施していないこと
5. 上場企業のグループ会社ではないこと
6. 本店所在地が日本国内であること
7. 2年以内に労働基準監督署から重大な指摘を受けておらず、社会保険に加入し未払いがないこと

※ランキングにおける従業員数は、社会保険（健康保険・厚生年金保険）の被保険者数に基づく算出を予定（国内子会社含む）